# Antonio Adamucci

Nuovi lemmi analitici, 1784

Antonio Adamucci (Maglie, 14 giugno 1761 – Parigi, dopo il 1830) è stato un medico italiano, ritenuto un anticipatore del positivismo.

## Biografia
Nato a Maglie, fu allievo del matematico Giuseppe Marzucco a Napoli dove pubblicò, come supplemento all'opera del maestro, Nuovi lemmi analitici (Napoli 1784), ed altre opere di matematica. Frattanto si laureava in medicina (1784) e si specializzò a Parigi. Rientrato a Napoli (1790) fu primario chirurgo all'Ospedale degli Incurabili. Frequentò Carlo Lauberg e nel 1794 fu arrestato con altri giacobini come il cugino ostetrico Oronzio De Donno senior su denuncia di un alunno. Ottenuto l'indulto (1795) si rifugiò a Parigi dove pubblicò Système mécanique des fonctions nerveuses, (1808, 2 voll.) in cui tentava di ricondurre alle leggi fisiche le funzioni nervose.

## Opere
- Nuovi lemmi analitici, Napoli, 1784.
- Système mécanique des fonctions nerveuses, Parigi, 1808